# Pristomerus tescorum
Pristomerus tescorum är en stekelart som beskrevs av Dasch 1979. Pristomerus tescorum ingår i släktet Pristomerus och familjen brokparasitsteklar. Inga underarter finns listade i Catalogue of Life.